# La Théorie du Big Bang (Melrose Place)
La Théorie du Big Bang (The Big Bang Theory) est le dernier épisode de la troisième saison de la série dramatique Melrose Place, diffusée sur FOX aux Etats-Unis et sur TF1 en France. Réalisé en deux parties (90 minutes), il compte pour les 31 et 32e épisodes de la saison, et les 95e et 96e de l'histoire de la série. Il est écrit par Carol Mendelsohn, Allison Robbins et Dee Johnson, et réalisé par Charles Correll.
L'épisode se concentre sur les ultimes préparatifs de la vengeance du Dr Kimberly Shaw, l'un des principaux arcs de cette saison, et sur le mariage de Billy Campbell avec sa collègue de travail Brooke Armstrong, un an après la cérémonie avortée de son union avec Alison Parker.
La Théorie du Big Bang est considéré comme l'un des épisodes mémorables de la série dont les grands moments sont l'interruption du mariage de Brooke et Billy par Alison, la retrouvailles tendues d'Amanda Woodward et son ancien amant Peter Burns, l'agression hors champ de Jo Reynolds par son compagnon Jess Hanson, la bousculade entre Amanda Woodward et Jane Mancini et la scène finale réunissant les principaux résidents de l'hacienda dans la cour face à Kimberly Shaw.
Aux Etats-Unis, l'épisode a été regardé par 15,6 millions de téléspectateurs, ce qui représente une augmentation de 39% par rapport à l'épisode précédent. Il s'agit de la cinquième meilleure audience de la saison.

## L'histoire
Alison Parker comprend qu'elle a été manipulée par la famille Armstrong quand elle découvre accidentellement, lors d'un échangé téléphonique avec Amanda Woodward, que Brooke Armstrong s'apprête à épouser Billy Campbell. Elle quitte immédiatement Hong Kong (Chine) pour rejoindre Los Angeles (Californie) en espérant faire annuler la cérémonie.
La maison de couture de Jane Mancini fait faillite. Cette dernière saisit l'occasion de rebondir en interpelant Richard Hart, le président de Mackenzie Hart Design, dans les locaux de l'agence de publicité dirigée par Amanda, D&D.
La relation amoureuse entre Jo Reynolds et Jess Hanson se dégrade et atteint un point de non-retour après une violente altercation qui rend fou de rage Jake, le frère de Jess.
Michael Mancini est libéré de prison grâce à l'intervention de l'avocat de Peter Burns. Ce dernier a lui aussi été libéré mais doit encore convaincre l'ordre des médecins de le réintégrer. Il convainc Michael et Kimberly de plaider en sa faveur afin de contrebalancer le témoignage accablant d'Amanda.
Sydney Andrews surveille de près les déplacements de Kimberly Shaw qu'elle suspecte de préparer une vengeance dirigée contre elle, ainsi que Michael, Amanda et Matt Fielding. Elle est alors capturée par Kimberly et ligotée dans la buanderie de Melrose Place. Kimberly lui révèle qu'elle a installé une bombe sous les appartements de ses ennemis.
Matt dont la relation avec le Dr Paul Graham prend une tournure de plus en plus cauchemardesque. En se rendant chez son amant pour un dîner, Matt découvre le corps de son épouse Carol étendu sur le sol. A ce moment-là, la police fait irruption.
En fin de journée, Michael reçoit un appel urgent de Sydney lui demandant de venir dans la buanderie de l'hacienda. Il y découvre Sydney prisonnière, parvient à maîtriser Kimberly et alerte les résidents qu'il y a une bombe dans l'immeuble. Mais personne n'a le temps de quitter les lieux avant que Kimberly, revenue à elle, surgisse en disant : "Ça n'est pas ce que vous croyez... C'est pire".

## Distribution

### Acteurs principaux
| Acteurs                                           | Personnage         |
| ------------------------------------------------- | ------------------ |
| Avec Courtney Thorne-Smith                        | Alison Parker      |
| Josie Bissett                                     | Jane Mancini       |
| Thomas Calabro                                    | Dr Michael Mancini |
| Laura Leighton                                    | Sydney Andrews     |
| Doug Savant                                       | Matt Fielding      |
| Grant Show                                        | Jake Hanson        |
| Andrew Shue                                       | Billy Campbell     |
| Daphne Zuniga                                     | Jo Reynold         |
| Avec la participation spéciale d'Heather Locklear | Amanda Woodward    |

### Acteurs récurrents
| Acteurs       | Personnages               |
| ------------- | ------------------------- |
| Marcia Cross  | Dr Kimberly Shaw          |
| Jack Wagner   | Dr Peter Burns            |
| Perry King    | Hayley Armstrong          |
| Dan Cortese   | Jess Hanson               |
| Kristin Davis | Brooke Armstrong Campbell |

### Acteurs secondaires
| Acteurs         | Personnages     |
| --------------- | --------------- |
| David Beecroft  | Dr Paul Graham  |
| Morgan Brittany | Mackenzie Hart  |
| Zitto Kazann    | Henry           |
| Patrick Muldoon | Richard Hart    |
| Dana Sparks     | Carol Graham    |
| Thomas Wagner   | Sergent Dunning |

Les acteurs principaux de la troisième saison de Melrose Place apparaissent tous dans La Théorie du Big Bang. L'épisode marque le retour de Jack Wagner dans le rôle du Dr Peter Burns, précédemment apparu dans douze épisodes de la troisième saison (Sans condition à On achève bien les mamans-partie 2). L'épisode marque la première apparition de Patrick Muldoon dans le rôle de Richard Hart, qui tiendra un rôle récurrent dans la quatrième saison et dans les trois premiers épisodes de la cinquième saison. 

## Production
Melrose Place est produit par Darren Star Productions en partenariat avec Spelling Television Inc. Darren Star est le showrunner de la série depuis son lancement en 1992. La Théorie du Big Bang marque la fin définitive de sa contribution à la série. Il souhaite alors se concentrer sur un nouveau projet, Central Park West, lancé en septembre 1995.
Aaron Spelling, E. Duke Vincent et Darren Star sont les producteurs exécutifs de La Théorie du Big Bang. Chip Hayes est producteur, Frank South est coproducteur exécutif.
La Théorie du Big Bang a été diffusé pour la première fois aux Etats-Unis le 22 mai 1995, quelques semaines après l'attentat terroriste d'Oklahoma City qui a coûté la vie à 168 personnes. C'est pour cette raison que la fin de l'épisode a été modifiée: il s'interrompt au moment où Kimberly Shaw déclenche l'explosion de la résidence. Les spectateurs devront patienter tout l'été pour assister à l'explosion en ouverture du premier épisode de la quatrième saison, Folie furieuse, diffusé le 11 septembre 1995.
Le tournage s'est déroulé dans les studios de Santa Clarita et à Northridge Road au nord de Los Angeles (Californie).

## Anecdotes
Au magazine Entertainment Weekly, Thomas Calabro confirme avant la diffusion de l'épisode que son personnage va survivre.
En 2014, la co-scénariste Carol Mendelsohn révèle que l'explosion de l'immeuble n'était pas la première idée. Initialement, Kimberly devait apprendre à piloter un avion puis kidnapper Sydney et se crasher en vol dans la résidence".
En 2017, l'ancien président de la chaîne FOX Sandy Grushow raconte au Hollywood Reporter au sujet de la scène de l'explosion : "Quand nous étions en train d’approuver des scénarios, je me souviens d’avoir pensé: J’espère que cela ne va pas trop loin. En fin de compte, il n’y avait pas beaucoup de choses que notre public n’accepterait pas".
La troisième saison de Melrose Place est citée parmi les programmes les plus influents de la saison 1994-1995 à la télévision américaines par le magazine numérique Vulture.
La Théorie du Big Bang est listée à la 22e place des meilleurs épisodes de la saison 1994-1995 par Vulture.
La Théorie du Big Bang est l'épisode le mieux noté de toute la série sur IMDB (9,3/10).